# Frank Partzsch
Frank Partzsch (* 16. November 1962) ist ein ehemaliger deutscher Fußballspieler. Der Amateurspieler von Eintracht Braunschweig hat in der Saison 1983/84 ein Bundesligaspiel absolviert.

## Karriere
Partzsch, er trat regulär mit den Eintracht-Amateuren 1983/84 in der Oberliga Nord an, wurde von Trainer Aleksandar Ristić am 25. Februar 1984 in der 56. Spielminute für Jaroslav Studzizba bei der 6:0-Niederlage gegen den FC Bayern München in München eingewechselt. Er spielte im Mittelfeld neben Reinhard Kindermann und Lars Ellmerich. Es stand 1:0 für die Bayern. Nach Partzsch's Einwechselung schoss Dieter Hoeneß alle fünf weiteren Tore. In der Abwehr war die Eintracht mit Torhüter Bernd Franke und den Defensivkräften Michael Geiger, Reiner Hollmann, Peter Lux und Günter Keute angetreten. Trainer Ristic brachte auch noch Peter Zerr in der 71. Minute zu seinem Bundesligadebüt.
Nachdem die Eintracht 1986/87 aus der 2. Bundesliga ins Amateurlager abgestiegen war, wurde Partzsch von Spielertrainer Uwe Reinders in der Aufstiegssaison 1987/88 einmal in der Ligarunde zum Einsatz gebracht. In der erfolgreichen Aufstiegsrunde zur 2. Bundesliga gegen Hertha BSC, MSV Duisburg, Preußen Münster und den VfL Wolfsburg kam er nicht zum Einsatz. In der Nord-Chronik des DSFS wird Partzsch für Braunschweig und den MTV Gifhorn mit insgesamt 84 Oberligaspielen und neun Toren notiert.